# Krásněves
Krásněves (in tedesco Krasniowes) è un comune ceco situato nel distretto di Žďár nad Sázavou, nella regione di Vysočina.